# Vilma Bardauskienė
Vilma Bardauskienė (15. června 1953 Pakruojis) je bývalá sovětská atletka litevské národnosti, mistryně Evropy ve skoku dalekém z roku 1978.

## Sportovní kariéra
Byla první světovou atletkou, která ve skoku do dálky překonala hranici sedmi metrů – 18. srpna 1978 v Kišiněvě vytvořila nový světový rekord výkonem 707 cm. O jedenáct dní později v kvalifikaci na mistrovství Evropy v Praze ho zlepšila na 709 cm. Ve finálovém závodě na evropském šampionátu v Praze pak zvítězila výkonem 688 cm.